# Łukasz Garbal
Łukasz Garbal (ur. 1976) – polski edytor, pisarz, polonista.

## Życiorys
Absolwent polonistyki Katolickiego Uniwersytetu Lubelskiego. Doktor nauk humanistycznych. Laureat Nagrody im. księdza Józefa Tischnera 2019 w kategorii publicystyka lub eseistyka na tematy społeczne oraz Nagrody im. Jerzego Giedroycia 2019 za książkę Jan Józef Lipski. Biografia źródłowa, t. 1,2.

## Publikacje
- Ferdydurke. Biografia powieści (Uniwersitas, Kraków 2010)
- Edytorstwo. Jak wydawać współczesne teksty literackie (Wydawnictwo Naukowe PWN, Warszawa 2011)[4]
- Jan Józef Lipski. Biografia źródłowa. Tom 1: 1926-1968 (IPN, Muzeum Literatury, Warszawa 2018)[5]
- Jan Józef Lipski. Biografia źródłowa. Tom 2: 1969-1991 (IPN, Muzeum Literatury, Warszawa 2018)[6]
- Wedlowie. Czekoladowe imperium (Wydawnictwo Czarne, Wołowiec 2021)[7]

opracowania pism Jana Józefa Lipskiego:
- Słowa i myśli. Szkice wybrane (Warszawa 2009)
- Dziennik 1954-1957 (Warszawa 2010)
- Pisma polityczne. Wybór (Warszawa 2011)
- Idea Katolickiego Państwa Narodu Polskiego (Warszawa 2015)

opracowania listów Jana Józefa Lipskiego z Jerzym Giedroyciem:
- Listy 1957-1991 (Warszawa 2015)